# Damalis speculiventris
Damalis speculiventris là một loài ruồi trong họ Asilidae. Damalis speculiventris được Meijere miêu tả năm 1907.